# Memorial Cup 2018
Der Memorial Cup 2018 war die 100. Ausgabe des gleichnamigen Turniers, des Finalturniers der Canadian Hockey League. Teilnehmende Mannschaften waren als Meister ihrer jeweiligen Ligen die Hamilton Bulldogs (Ontario Hockey League), die Acadie-Bathurst Titan (Ligue de hockey junior majeur du Québec) und die Swift Current Broncos (Western Hockey League). Die Regina Pats aus der Western Hockey League waren als Gastgeber automatisch qualifiziert. Das Turnier fand vom 18. bis 27. Mai im Brandt Centre in Regina, Saskatchewan statt.
Die Acadie-Bathurst Titan gewannen mit ihrem Finalsieg über die gastgebenden Regina Pats ihren ersten Memorial Cup.

## Ergebnisse

### Gruppenphase
| 18. Mai 2018 20:00 Uhr (Ortszeit) | Regina Pats Sam Steel (20:19) Josh Mahura (35:30) Nick Henry (59:27) | 3:2 (0:1, 2:1, 1:0) Spielbericht | Hamilton Bulldogs Robert Thomas (7:49) Marián Studenič (33:14) | Brandt Centre, Regina, Saskatchewan Zuschauer: 5.678 |

| 19. Mai 2018 14:00 Uhr | Acadie-Bathurst Titan Samuel Asselin (8:02) Samuel Asselin (38:07) Adam Holwell (45:51) Liam Murphy (62:58) | 4:3 n. V. (1:2, 1:1, 1:0, 1:0) Spielbericht | Swift Current Broncos Tyler Steenbergen (12:18) Giorgio Estephan (18:59) Giorgio Estephan (39:11) | Brandt Centre, Regina, Saskatchewan Zuschauer: 6.237 |

| 20. Mai 2018 17:00 Uhr | Acadie-Bathurst Titan Noah Dobson (4:31) Ethan Crossman (5:35) Liam Murphy (5:52) Samuel Asselin (23:10) Jeffrey Truchon-Viel (28:49) Jeffrey Truchon-Viel (33:11) Ethan Crossman (41:39) Noah Dobson (59:59) | 8:6 (3:1, 3:1, 2:4) Spielbericht | Regina Pats Cameron Hebig (0:13) Jared Legien (30:45) Cameron Hebig (44:40) Nick Henry (47:39) Josh Mahura (54:10) Matthew Bradley (58:03) | Brandt Centre, Regina, Saskatchewan Zuschauer: 5.832 |

| 21. Mai 2018 18:00 Uhr | Hamilton Bulldogs MacKenzie Entwistle (5:49) Marián Studenič (57:59) | 2:1 (1:0, 0:1, 1:0) Spielbericht | Swift Current Broncos Colby Sissons (29:26) | Brandt Centre, Regina, Saskatchewan Zuschauer: 5.820 |

| 22. Mai 2018 20:00 Uhr | Hamilton Bulldogs Benjamin Gleason (14:33) Nicholas Caamano (17:27) Robert Thomas (41:04) | 3:2 (2:0, 0:1, 1:1) Spielbericht | Acadie-Bathurst Titan Jeffrey Truchon-Viel (34:11) Samuel Asselin (43:44) | Brandt Centre, Regina, Saskatchewan Zuschauer: 6.072 |

| 23. Mai 2018 20:00 Uhr | Swift Current Broncos Glenn Gawdin (31:46) Beck Malenstyn (36:32) Aleksi Heponiemi (54:22) Giorgio Estephan (57:11) Glenn Gawdin (59:10) | 5:6 (0:1, 2:3, 3:2) Spielbericht | Regina Pats Nick Henry (7:36) Cameron Hebig (30:29) Nick Henry (36:09) Nick Henry (37:35) Bryce Platt (50:43) Libor Hájek (58:23) | Brandt Centre, Regina, Saskatchewan Zuschauer: 6.484 |

### Abschlusstabelle
Abkürzungen: Pl. = Platz, Sp. = Spiele, S = Siege, N = Niederlagen, Pkt. = Punkte, Diff. = Tordifferenz

Erläuterungen: Qualifiziert für das Finale, Qualifiziert für das Halbfinale
| Pl. |                                                                 | Sp. | S | N | Pkt. | Tore  | Diff. |
| 1.  | Acadie-Bathurst Titan (Ligue de hockey junior majeur du Québec) | 3   | 2 | 1 | 4    | 14:12 | +2    |
| 2.  | Regina Pats (Gastgeber; Western Hockey League)                  | 3   | 2 | 1 | 4    | 15:15 | ±0    |
| 3.  | Hamilton Bulldogs (Ontario Hockey League)                       | 3   | 2 | 1 | 4    | 7:6   | +1    |
| 4.  | Swift Current Broncos (Western Hockey League)                   | 3   | 0 | 3 | 0    | 09:12 | −3    |

Durch Punktgleichheit dreier Teams kamen folgende Regeln zur Bestimmung der Abschlussplatzierungen zur Anwendung: Zuerst wurde das Spiel gegen den Letzten bei allen drei Mannschaften aus der Wertung genommen. Dann wurden die Teams nach ihrem Torquotienten sortiert, das heißt nach dem Anteil der erzielten Tore an der Summe aus erzielten Toren und Gegentoren. Diese Wertung führte Acadie-Bathurst mit einem Quotienten von 10/19 (≈ 0,53) an, sodass die Titan direkt ins Finale einzogen. Die Plätze zwei und drei wurden dann jedoch durch den direkten Vergleich bestimmt, sodass Regina den zweiten Platz erreichte und somit im Halbfinale Heimrecht erhielt.

### Halbfinale
| 25. Mai 2018 20:00 Uhr (Ortszeit) | Regina Pats Austin Pratt (5:22) Cameron Hebig (31:00) Sam Steel (54:05) Jake Leschyshyn (59:55) | 4:2 (1:0, 1:1, 2:1) Spielbericht | Hamilton Bulldogs Nicolas Mattinen (27:35) William Bitten (55:18) | Brandt Centre, Regina, Saskatchewan Zuschauer: 6.484 |

### Finale
| 27. Mai 2018 17:00 Uhr (Ortszeit) | Acadie-Bathurst Titan Adam Holwell (16:10) Samuel Asselin (53:02) Ethan Crossman (59:30) | 3:0 (1:0, 0:0, 2:0) Spielbericht | Regina Pats | Brandt Centre, Regina, Saskatchewan Zuschauer: 6.484 |

### Memorial-Cup-Sieger
| Memorial-Cup-Sieger Acadie-Bathurst Titan | Torhüter: Evan Fitzpatrick, Joseph Murdaca Verteidiger: Noah Dobson, Félix-Antoine Drolet, Elijah Francis, Olivier Galipeau, Adam Holwell, Michal Ivan, Keenan MacIsaac Angreifer: Samuel Asselin, Mitchell Balmas, Logan Chisholm, Ethan Crossman, Justin Ducharme, Marc-André Lecouffe, Samuel L’Italien, Jordan Maher, Domenic Malatesta, Antoine Morand, Liam Murphy, Cole Rafuse, German Rubzow, Jeffrey Truchon-Viel Cheftrainer: Mario Pouliot |

## Statistiken

### Beste Scorer
Abkürzungen: GP = Spiele, G = Tore, A = Assists, Pts = Punkte, +/− = Plus/Minus, PIM = Strafminuten; Fett: Bestwert
| Spieler              | Team                  | GP | G | A  | Pts | +/− | PIM |
| -------------------- | --------------------- | -- | - | -- | --- | --- | --- |
| Sam Steel            | Regina Pats           | 5  | 2 | 11 | 13  | –2  | 4   |
| Jeffrey Truchon-Viel | Acadie-Bathurst Titan | 4  | 3 | 7  | 10  | +6  | 4   |
| Nick Henry           | Regina Pats           | 5  | 5 | 2  | 7   | +1  | 4   |
| Noah Dobson          | Acadie-Bathurst Titan | 4  | 2 | 5  | 7   | +5  | 4   |
| Josh Mahura          | Regina Pats           | 5  | 2 | 5  | 7   | –1  | 2   |
| Samuel Asselin       | Acadie-Bathurst Titan | 4  | 5 | 1  | 6   | +4  | 2   |
| Cameron Hebig        | Regina Pats           | 5  | 4 | 2  | 6   | –1  | 6   |
| Giorgio Estephan     | Swift Current Broncos | 3  | 3 | 3  | 6   | ±0  | 0   |
| Benjamin Gleason     | Hamilton Bulldogs     | 4  | 1 | 4  | 5   | –2  | 2   |
| Liam Murphy          | Acadie-Bathurst Titan | 4  | 2 | 2  | 4   | +1  | 2   |

### Beste Torhüter
Abkürzungen: GP = Spiele, Min = Eiszeit (in Minuten), W = Siege, L = Niederlagen, OTL = Overtime/Shootout-Niederlagen, GA = Gegentore, SO = Shutouts, Sv% = gehaltene Schüsse (in %), GAA = Gegentorschnitt; Fett: Bestwert; Sortiert nach Gegentorschnitt.

| Spieler          | Team                  | GP | Min | W | L | OTL | GA | SO | Sv%  | GAA  |
| ---------------- | --------------------- | -- | --- | - | - | --- | -- | -- | ---- | ---- |
| Kaden Fulcher    | Hamilton Bulldogs     | 4  | 238 | 2 | 2 | 0   | 9  | 0  | 91,8 | 2,27 |
| Evan Fitzpatrick | Acadie-Bathurst Titan | 4  | 243 | 3 | 1 | 0   | 12 | 1  | 90,6 | 2,96 |
| Max Paddock      | Regina Pats           | 5  | 280 | 3 | 1 | 0   | 17 | 0  | 90,8 | 3,65 |

## Auszeichnungen

### Spielertrophäen
| Auszeichnung                                           | Spieler       | Team                  |
| ------------------------------------------------------ | ------------- | --------------------- |
| Stafford Smythe Memorial Trophy (Wertvollster Spieler) | Sam Steel     | Regina Pats           |
| Ed Chynoweth Trophy (Bester Scorer)                    | Sam Steel     | Regina Pats           |
| George Parsons Trophy (Fairster Spieler)               | Adam Holwell  | Acadie-Bathurst Titan |
| Hap Emms Memorial Trophy (Bester Torhüter)             | Kaden Fulcher | Hamilton Bulldogs     |

### All-Star-Team
| Angriff:      | Samuel Asselin – Sam Steel – Jeffrey Truchon-Viel |
| Verteidigung: | Noah Dobson – Josh Mahura                         |
| Tor:          | Max Paddock                                       |